# Kislippó, Baranya
Kislippó este un sat în districtul Siklós, județul Baranya, Ungaria, având o populație de 292 de locuitori (2011). 

## Demografie
Componența etnică a satului Kislippó
     Maghiari (94,12%)
     Germani (3,31%)
     Romi (2,57%)
Componența confesională a satului Kislippó
     Fără religie (22,6%)
     Reformați (6,16%)
     Necunoscută (71,23%)
Conform recensământului din 2011, satul Kislippó avea 292 de locuitori. Din punct de vedere etnic, majoritatea locuitorilor (94,12%) erau maghiari, existând și minorități de germani (3,31%) și romi (2,57%). Nu există o religie majoritară, locuitorii fiind persoane fără religie (22,6%) și reformați (6,16%). Pentru 71,23% din locuitori nu este cunoscută apartenența confesională.